# The One I Love (film)
The One I Love is een Amerikaanse sciencefiction-romantische komedie uit 2014 onder regie van Charlie McDowell, voor wie het zijn regiedebuut was. De hoofdrollen worden vertolkt door Mark Duplass, Elisabeth Moss en Ted Danson.

## Verhaal
Ethan en Sophie hebben huwelijksproblemen en daarom stelt hun therapeut hen voor om een idyllisch weekendje samen door te brengen op een afgelegen landgoed om hun relatie te redden.
Op het landgoed heeft Sophie seks met Ethan in het gastenverblijf. Ze keert terug naar het hoofdhuis en treft Ethan slapend aan. Wanneer hij beweert dat hij zich niets kan herinneren van de seks gaat ze geïrriteerd naar bed en slaapt hij in het gastenverblijf. 's Nachts komt Sophie zich verontschuldigen en de volgende ochtend maakt ze spek met eieren voor hem klaar, wat hij vreemd vindt aangezien ze een hekel heeft aan spek. Terug in het hoofdhuis stelt hij vast dat Sophie zich niet kan herinneren dat ze bij hem in het gastenverblijf is geweest.
Het blijkt dat ze in het gastenverblijf elk een geïdealiseerde dubbelganger van elkaar ontmoet hebben. Ethan ontdekt dat de dubbelgangers het gastenverblijf niet kunnen verlaten en dat ze verdwijnen als Ethan en Sophie zich beiden in het gastenverblijf bevinden.
Sophie krijgt gevoelen voor Ethan II en probeert hem in het gastenverblijf te verleiden, maar Ethan neemt buiten haar medeweten zijn plaats in en heeft seks met haar. De volgende dag wachten Ethan II en Sophie II hen op in het hoofdhuis. Het viertal brengt de avond samen door, waaruit blijkt dat de dubbelgangers weten dat ze een rol spelen. Ethan II onthult het bedrog van Ethan en Sophie vraagt Ethan te vertrekken. Hij gaat naar het gastenverblijf en vindt een computer met bestanden voor verschillende koppels, waaronder opnames van stemmen. Eén map draagt het label "Ethan & Sophie" en bevat opnames van twee mensen die hem en Sophie leren imiteren.
Ethan ontdekt dat hij opgesloten zit in het gastenverblijf, maar Sophie II laat hem vrij. Ze legt uit dat zij en Ethan II ervoor moeten zorgen dat het bezoekende stel niet meer verliefd op elkaar is. Dan vertrekt het gevangen stel, en het bezoekende stel zit nu vast op het landgoed. Ethan II is echter verliefd geworden op Sophie en is van plan om met haar te vertrekken. Ethan legt dit uit aan Sophie, maar wordt onderbroken door Ethan II, die Sophie ervan probeert te overtuigen om er met hem vandoor te gaan. Wanneer ze weigert probeert hij alleen te ontsnappen maar hij botst tegen een onzichtbare barrière en zakt bewusteloos in elkaar. De Sophies reageren verschillend: de ene is verdrietig om Ethan II en de andere glimlacht naar Ethan. Ethan grijpt de glimlachende Sophie en ze vertrekken.
Ethan en Sophie rijden rechtstreeks naar de praktijk van de therapeut, maar die is met de noorderzon vertrokken. De volgende ochtend zijn ze gelukkig en gaat Sophie ontbijt klaarmaken. Als hij haar vraagt wat ze gaat klaarmaken, antwoordt ze "spek met eieren". Ethan kijkt verbaasd maar voegt zich dan bij haar.

## Rolverdeling
| Acteur           | Personage       |
| ---------------- | --------------- |
| Mark Duplass     | Ethan           |
| Elisabeth Moss   | Sophie          |
| Ted Danson       | therapeut       |
| Mary Steenburgen | moeder (stem)   |
| Charlie McDowell | Madison (stem)  |
| Mel Eslyn        | Victoria (stem) |

## Release en ontvangst
The One I Love ging in première op 21 januari 2014 op het Sundance Film Festival en werd vervolgens in april van dat jaar vertoond op het Tribeca Film Festival. Later dat jaar werd de film ook vertoond op het Leiden International Film Festival. De film werd uitgebracht via video-on-demand op 1 augustus 2014 en was vanaf 22 augustus 2014 ook te zien in een beperkt aantal Amerikaanse bioscopen. De film bracht wereldwijd  583.264 dollar op aan de kassa.
De film behaalde een score van 83% (95 recensies) op Rotten Tomatoes, met een gemiddelde beoordeling van 7,0/10. Op Metacritic kreeg de film een score van 65 op 100 (27 recensies), wat duidt op "over het algemeen positieve recensies".